# Kirche Gottscheina

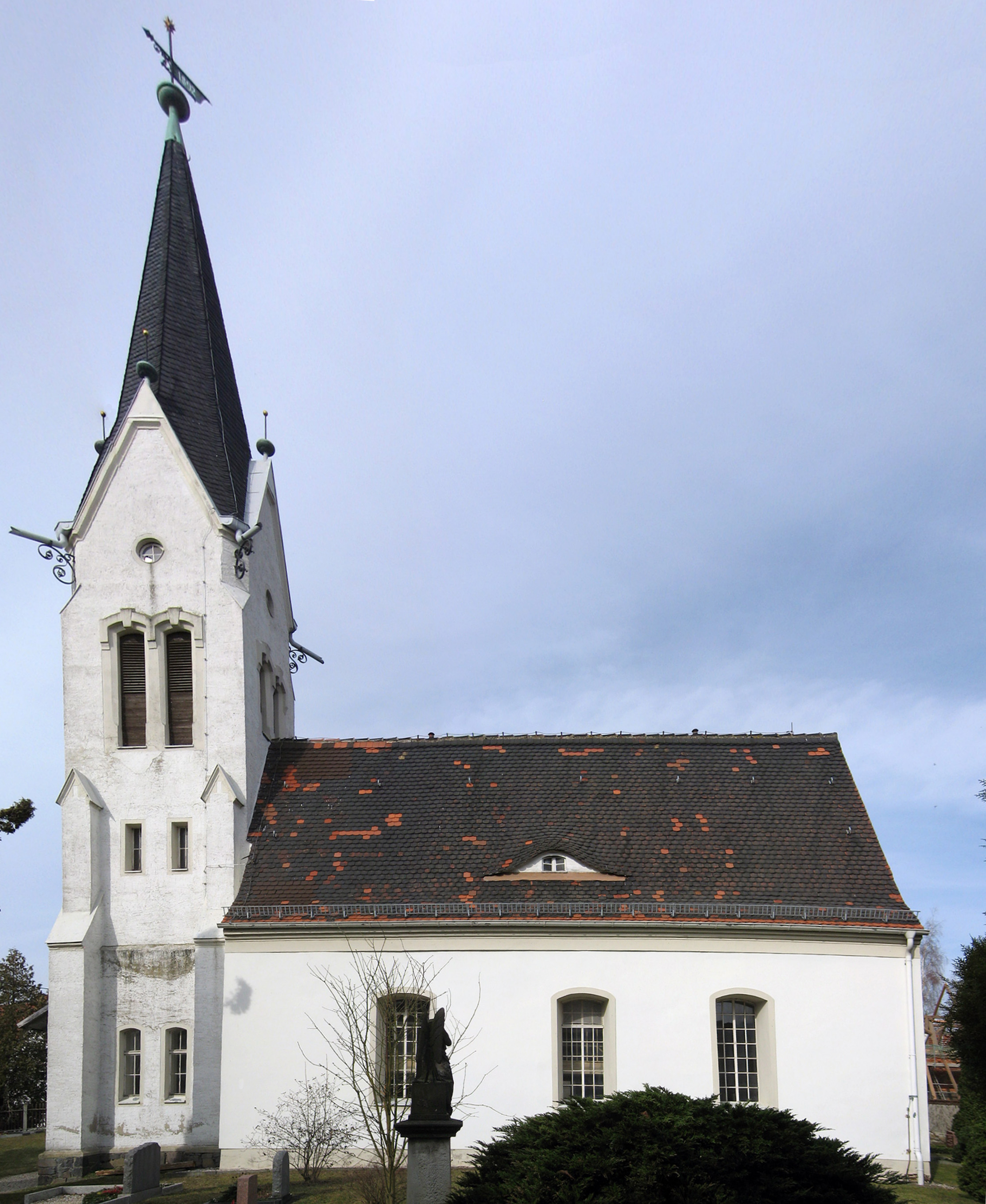
Kirche Gottscheinaa (2010)

Die Kirche Gottscheina ist ein Kirchengebäude der Evangelisch-Lutherischen Landeskirche Sachsens im Leipziger Stadtteil Gottscheina. Sie steht in der Mitte des Ortes, leicht erhöht gegen den alten Rundanger und als südlicher Abschluss der späteren Sackgassenerweiterung des Dorfes. Sie ist vom Friedhof umgeben, der eine Stampflehmmauer besitzt, und genießt zusammen mit diesem Denkmalschutz.

## Geschichte
Das Baujahr ist unbekannt. Ein kleines Fenster in der Ostwand lässt auf die Zeit der Romanik schließen. Schriftliche Erwähnungen über Einpfarrungen datieren auf den Anfang des 15. Jahrhunderts. Nachdem 1438 Gottscheina mit zwei Nachbardörfern als sogenannte Universitätsdörfer unter die Lehnsherrschaft der Universität Leipzig gekommen war, bestimmte diese den Pfarrer und führte auch die Reformation ein.
Im Dreißigjährigen Krieg wurde die Kirche zweimal zerstört und auf den Resten im Stile dieser Zeit wieder aufgebaut, wodurch wohl so das Überdauern des mittelalterlichen Fensters zu erklären ist. 1763 wurde durch Spenden eine Orgel des Torgauer Orgelbauers Johann Christian Flemming beschafft. Diese wurde 1853 durch die heutige vom Eilenburger Orgelbaumeister Nicolaus Schrickel geschaffene abgelöst. 

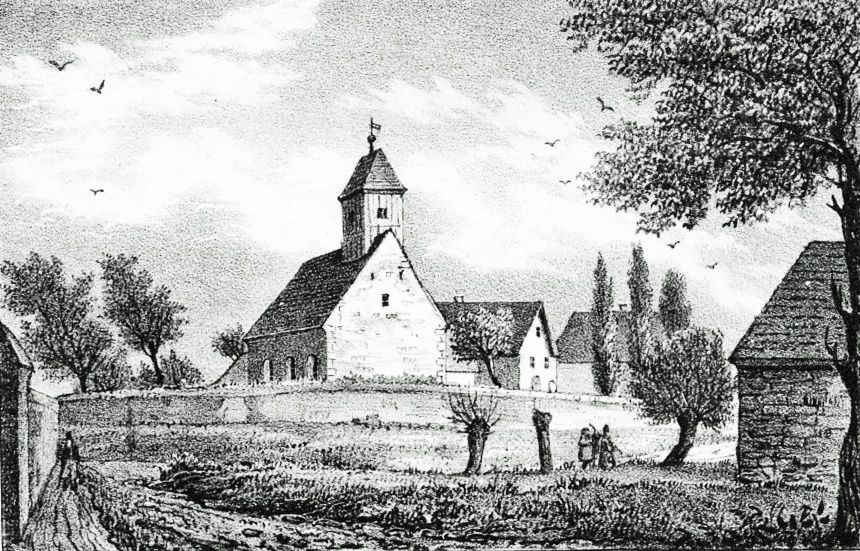
Die Kirche um 1840

Zunächst war die Kirche turmlos und besaß auch nach einem Umbau im klassizistischen Stil von 1827 nur einen hölzernen Dachreiter, wie das Bild von 1840 zeigt. In den 1860er Jahren entstand die heutige Inneneinrichtung. 1854 errichtete man nach Plänen des Architekten Richard Füssel an der Westseite einen Turm, der 1892 nach einer Schenkung durch den Leipziger Maschinenfabrikanten Karl Krause zur heutigen Form umgebaut und erhöht wurde. Krause hatte 1857 in der Kirche die aus Gottscheina stammende Emilie Polter (1835–1911) geheiratet. 
Einen im Jahr 1969 wegen Baufälligkeit drohenden Abriss des Turmes wandte die Bevölkerung durch Geldspenden und Arbeitseinsätze ab.

## Architektur
Die Kirche, ein verputzter Bruchsteinbau, ist eine Saalkirche von etwa vierzehn Meter Länge und sieben Meter Breite mit geradem Ostabschluss. Die Längsseiten weisen je drei Flachbogenfenster auf. Das Satteldach trägt auf jeder Seite eine Fledermausgaube.
An der Westseite erhebt sich ein schlanker Turm mit Strebepfeilern und vier Giebeln mit Kugelzier und schmiedeeisengeschmückten Wasserspeiern sowie einem hohen Pyramidendach. Die Wetterfahne trägt die Jahreszahl 1892. Die Achse des Turmes weicht von der des Langhauses um etwa 3° ab. An der Westseite des Turmes befinden sich ein Sandsteinportal mit der Inschrift „Erb. 1892“ und ein Zifferblatt der Turmuhr.

## Ausstattung

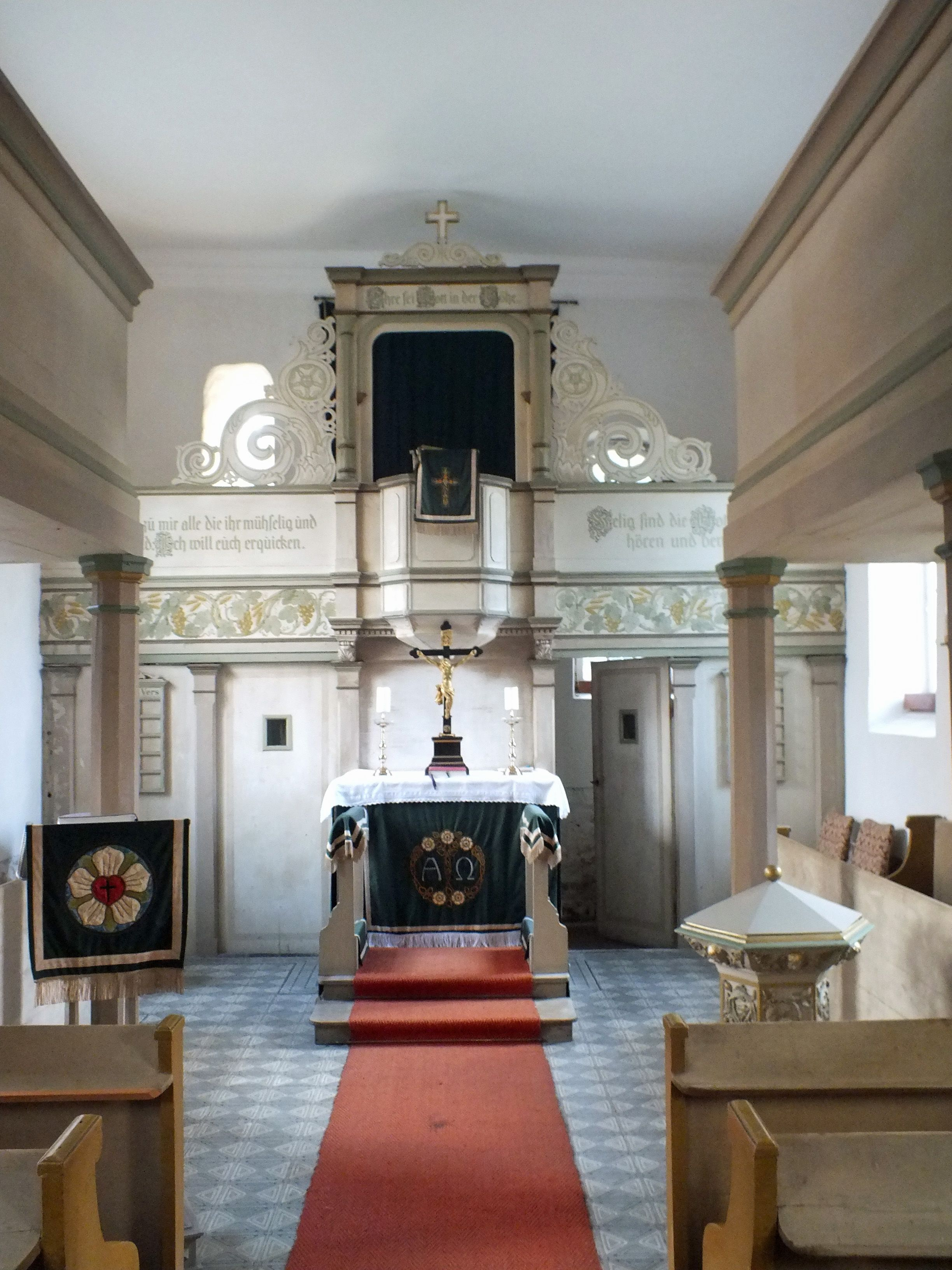
Kirchenschiff mit Altar
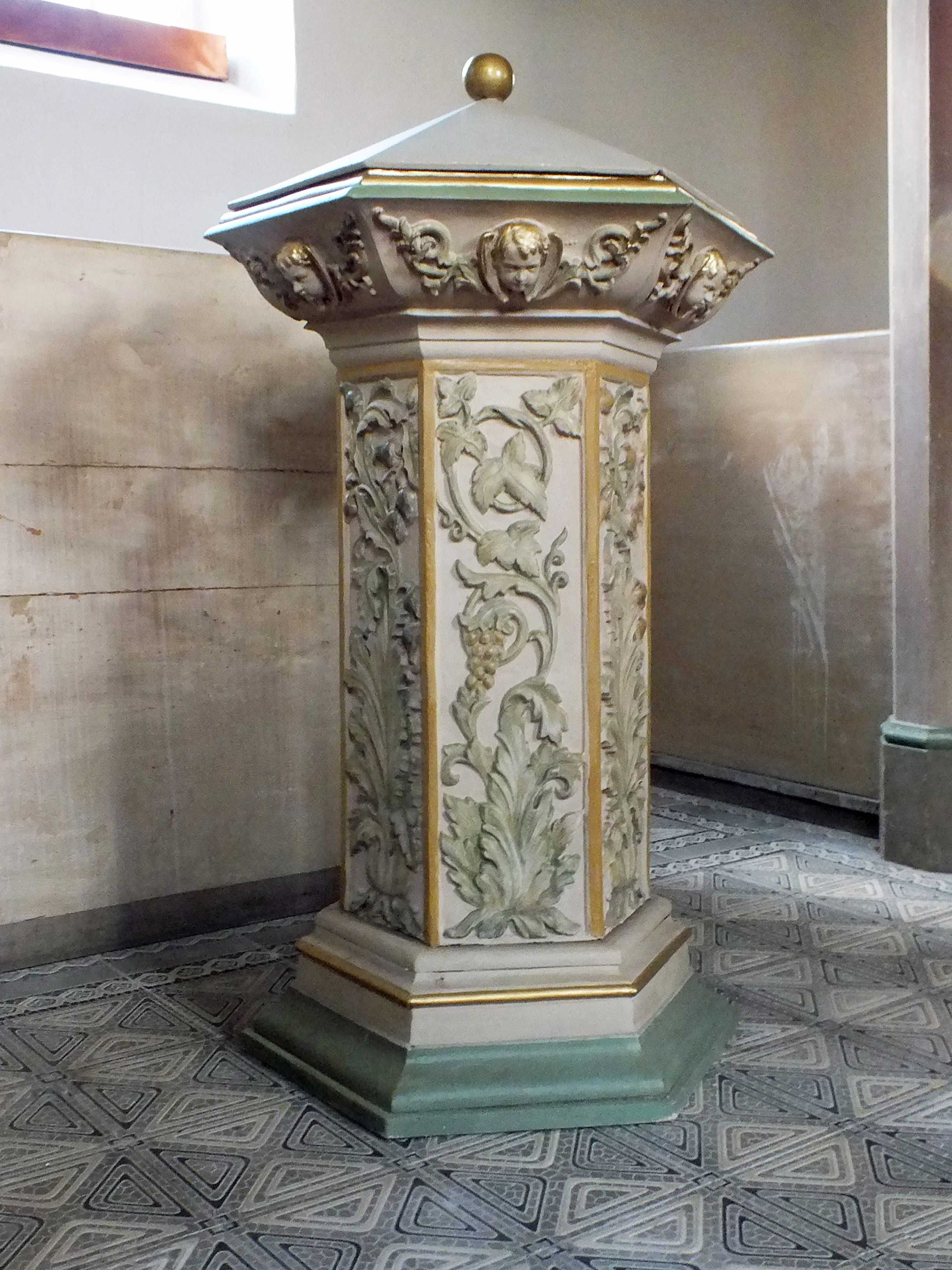
Taufbecken

Das Kirchenschiff ist flachgedeckt und besitzt eine dreiseitige Empore. Die gesamte Breite der Ostwand nimmt der Kanzelaltar ein, wodurch hinter ihm eine kleine Sakristei entsteht. Die Altarwand ist durch Schnitzwerk, Bibelsprüche und einen gemalten Fries geschmückt. 
Das Taufbecken, wie die übrige Ausstattung aus der Zeit um 1860, zeigt eine kunstvolle Rocaille-Schnitzerei.

### Orgel
Das von Nicolaus Schrickel 1853 gefertigte Instrument verfügt über fünf Register auf einem Manualen und angehängtem Pedal. 1995 führte die Orgelbaufirma Georg Wünning eine grundlegende Restaurierung durch. Die Disposition lautet wie folgt:

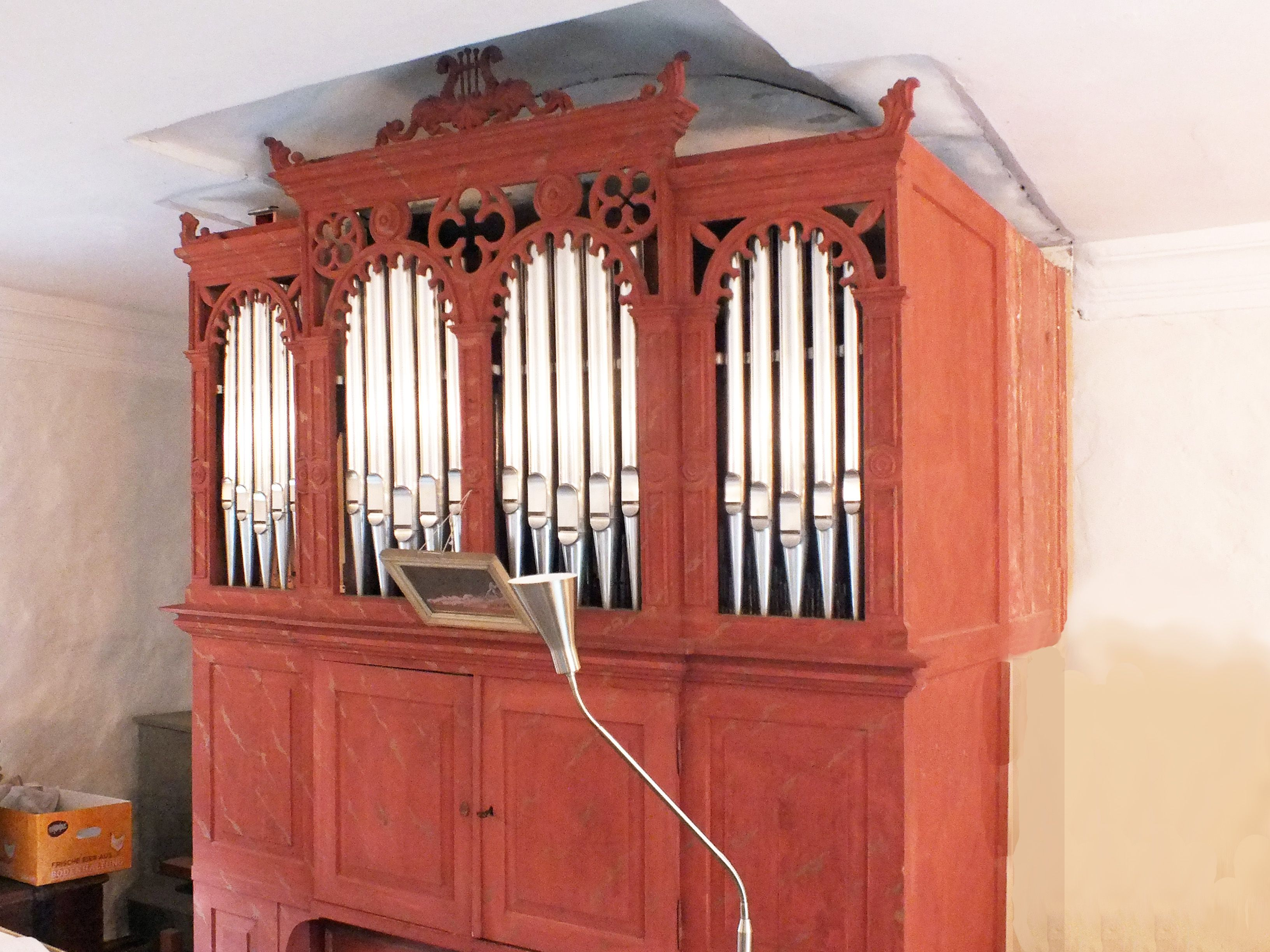
Schrickel-Orgel

| Manual C– |                            |     |
| 1.        | Gedackt                    | 08′ |
| 2.        | Dulcian                    | 08′ |
| 3.        | Flauto traverso            | 08′ |
| 4.        | Principal                  | 04′ |
| 5.        | Progressiv harmonica I–III |     |

| Pedal C–  |
| angehängt |

### Geläut
Die Kirche in Gottscheina hat ein Geläut aus drei Glocken. Die älteren beiden stammen von 1745 und 1809 und sind jeweils vom Großprobst der Universität Leipzig für das Universitätsdorf gestiftet worden. Die dritte Glocke wurde 1975 erworben.

## Kirchgemeinde
Die Kirche Gottscheina gehört gemeinsam mit den Kirchen in Göbschelwitz, Hohenheida, Plaußig, Portitz, Seehausen und Seegeritz zur Kirchgemeinde Plaußig-Hohenheida.  